# مسابقات قهرمانی وزنه‌برداری جهان ۲۰۱۹ - ۵۵ کیلوگرم مردان
مسابقات وزنه‌برداری ۵۵ کیلوگرم مردان در مسابقات قهرمانی وزنه‌برداری جهان ۲۰۱۹، در ۱۸ سپتامبر ۲۰۱۹ برگزار شد.

## زمان‌بندی
| تاریخ           | زمان  | رویداد |
| --------------- | ----- | ------ |
| ۱۸ سپتامبر ۲۰۱۹ | ۱۲:۰۰ | گروه B |
| ۱۸ سپتامبر ۲۰۱۹ | ۱۷:۵۵ | گروه A |

## مدال‌آوران
| رویداد | طلا              | طلا    | نقره                       | نقره   | برنز                    | برنز   |
| یک‌ضرب  | ام یون-چول (PRK) | ۱۲۸ ک‌گ | Nguyễn Trần Anh Tuấn (VIE) | ۱۲۰ ک‌گ | Igor Son (KAZ)          | ۱۲۰ ک‌گ |
| دوضرب  | ام یون-چول (PRK) | ۱۶۶ ک‌گ | حافظ قشقایی (IRI)          | ۱۴۹ ک‌گ | Mansour Al-Saleem (KSA) | ۱۴۷ ک‌گ |
| مجموع  | ام یون-چول (PRK) | ۲۹۴ ک‌گ | Igor Son (KAZ)             | ۲۶۶ ک‌گ | Mansour Al-Saleem (KSA) | ۲۶۵ ک‌گ |

## رکوردها
پیش از این رقابت، رکوردهای جهانی موجود (در این وزن) به شرح زیر بود.
پیش از این رقابت، رکوردهای جهانی موجود به شرح زیر بود.
| رکورد جهانی | یک‌ضرب | استاندارد جهانی  | ۱۳۵ کیلوگرم | —                  | ۱ نوامبر ۲۰۱۸ |
| رکورد جهانی | دوضرب | ام یون-چول (PRK) | ۱۶۲ کیلوگرم | عشق‌آباد، ترکمنستان | ۲ نوامبر ۲۰۱۸ |
| رکورد جهانی | مجموع | استاندارد جهانی  | ۲۹۳ کیلوگرم | —                  | ۱ نوامبر ۲۰۱۸ |

## نتایج
| رتبه | ورزشکار                    | گروه | یک‌ضرب (کیلوگرم) | یک‌ضرب (کیلوگرم) | یک‌ضرب (کیلوگرم) | یک‌ضرب (کیلوگرم) | دوضرب (کیلوگرم) | دوضرب (کیلوگرم) | دوضرب (کیلوگرم) | دوضرب (کیلوگرم) | مجموع |
| رتبه | ورزشکار                    | گروه | ۱               | ۲               | ۳               | رتبه            | ۱               | ۲               | ۳               | رتبه            | مجموع |
| ---- | -------------------------- | ---- | --------------- | --------------- | --------------- | --------------- | --------------- | --------------- | --------------- | --------------- | ----- |
| 1    | ام یون-چول (PRK)           | A    | ۱۲۱             | ۱۲۶             | ۱۲۸             | 1               | ۱۵۵             | ۱۶۳             | ۱۶۶             | 1               | ۲۹۴   |
| 2    | Igor Son (KAZ)             | A    | ۱۱۵             | ۱۱۹             | ۱۲۰             | 3               | ۱۴۲             | ۱۴۶             | ۱۵۷             | ۴               | ۲۶۶   |
| 3    | منصور السالم (KSA)         | A    | ۱۱۸             | ۱۱۸             | ۱۲۱             | ۶               | ۱۴۰             | ۱۴۷             | ۱۴۷             | 3               | ۲۶۵   |
| ۴    | Nguyễn Trần Anh Tuấn (VIE) | A    | ۱۱۵             | ۱۱۹             | ۱۲۰             | 2               | ۱۴۲             | ۱۴۳             | ۱۴۷             | ۷               | ۲۶۳   |
| ۵    | Arli Chontey (KAZ)         | A    | ۱۱۵             | ۱۱۸             | ۱۲۰             | ۵               | ۱۳۸             | ۱۴۳             | ۱۴۵             | ۶               | ۲۶۳   |
| ۶    | John Ceniza (PHI)          | A    | ۱۱۰             | ۱۱۵             | ۱۱۷             | ۷               | ۱۴۵             | ۱۴۸             | ۱۴۸             | ۵               | ۲۶۲   |
| ۷    | حافظ قشقایی (IRI)          | A    | ۱۱۱             | ۱۱۶             | ۱۱۶             | ۹               | ۱۴۰             | ۱۴۹             | ۱۵۵             | 2               | ۲۶۰   |
| ۸    | Surahmat Wijoyo (INA)      | B    | ۱۰۶             | ۱۱۱             | ۱۱۴             | ۸               | ۱۳۹             | ۱۳۹             | ۱۴۵             | ۸               | ۲۵۰   |
| ۹    | Sergio Massidda (ITA)      | B    | ۱۰۵             | ۱۰۹             | ۱۱۲             | ۱۱              | ۱۳۰             | ۱۳۰             | ۱۳۵             | ۹               | ۲۴۴   |
| ۱۰   | Dilanka Isuru Kumara (SRI) | B    | ۱۰۰             | ۱۰۵             | ۱۰۸             | ۱۲              | ۱۳۰             | ۱۳۴             | ۱۳۸             | ۱۰              | ۲۴۲   |
| ۱۱   | Daniel Lungu (MDA)         | B    | ۱۰۵             | ۱۱۰             | ۱۱۰             | ۱۰              | ۱۲۵             | ۱۲۵             | ۱۳۰             | ۱۱              | ۲۳۵   |
| —    | Lại Gia Thành (VIE)        | A    | ۱۱۶             | ۱۱۹             | ۱۲۱             | ۴               | ۱۴۱             | ۱۴۱             | ۱۴۲             | —               | —     |

## رکوردهای جدید
| دوضرب | ۱۶۶ ک‌گ | ام یون-چول (PRK) | ر.ج |
| مجموع | ۲۹۴ ک‌گ | ام یون-چول (PRK) | ر.ج |